# Kartářství

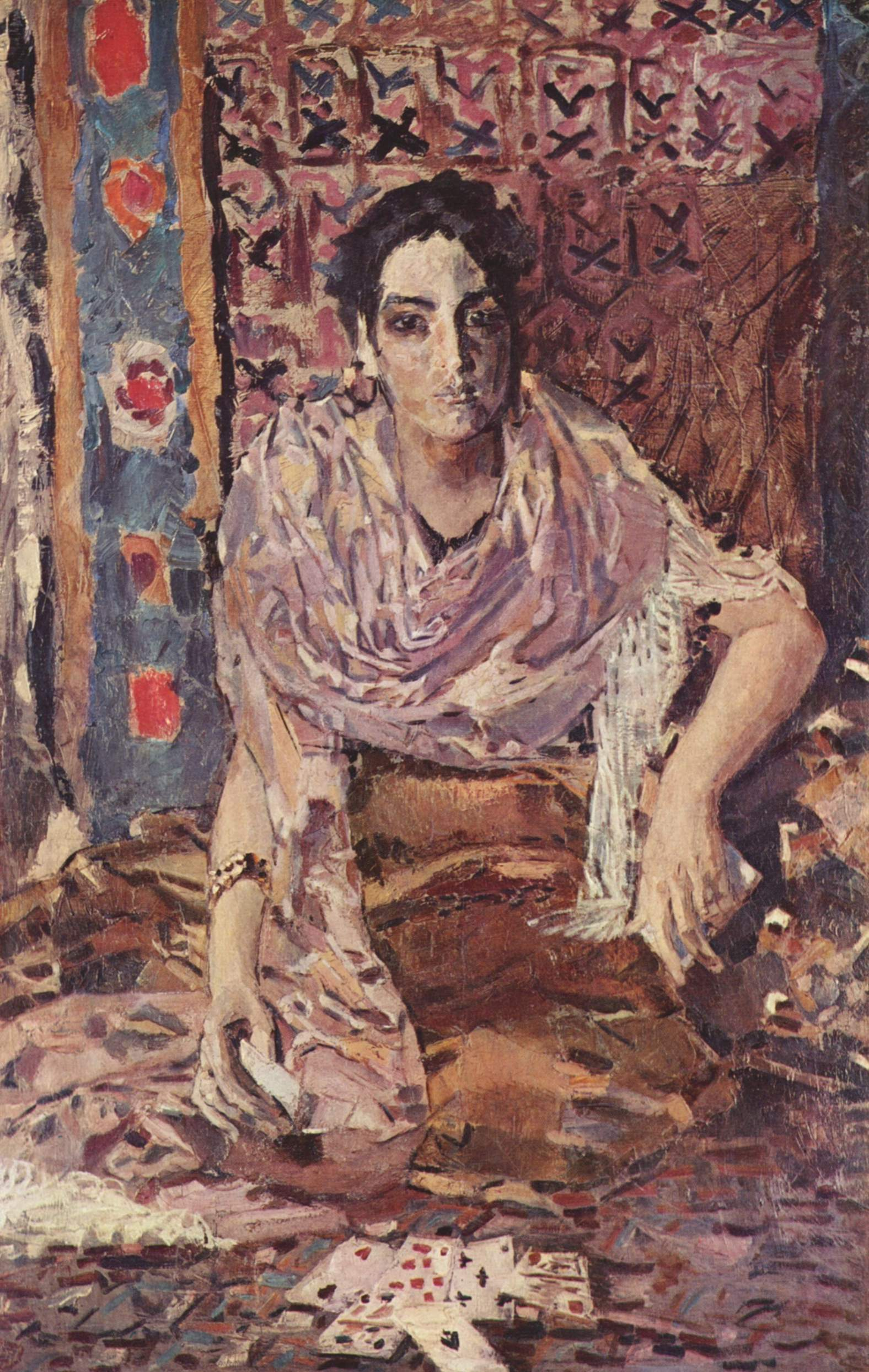
Věštec (1895) od secesního malíře Michaila Vrubela zobrazující kartářku

Kartářství či kartomancie nebo kartomantie je věštění pomocí sady karet, a to buď běžných hracích karet, anebo speciálních karet věšteckých (tarotové karty některého typu). Kartář, většinou však žena – kartářka, je osoba, která kartářství provozuje profesionálně. Tuto činnost tradičně prováděli Romové.